# Peter Eriksson (medicinsk forskare)

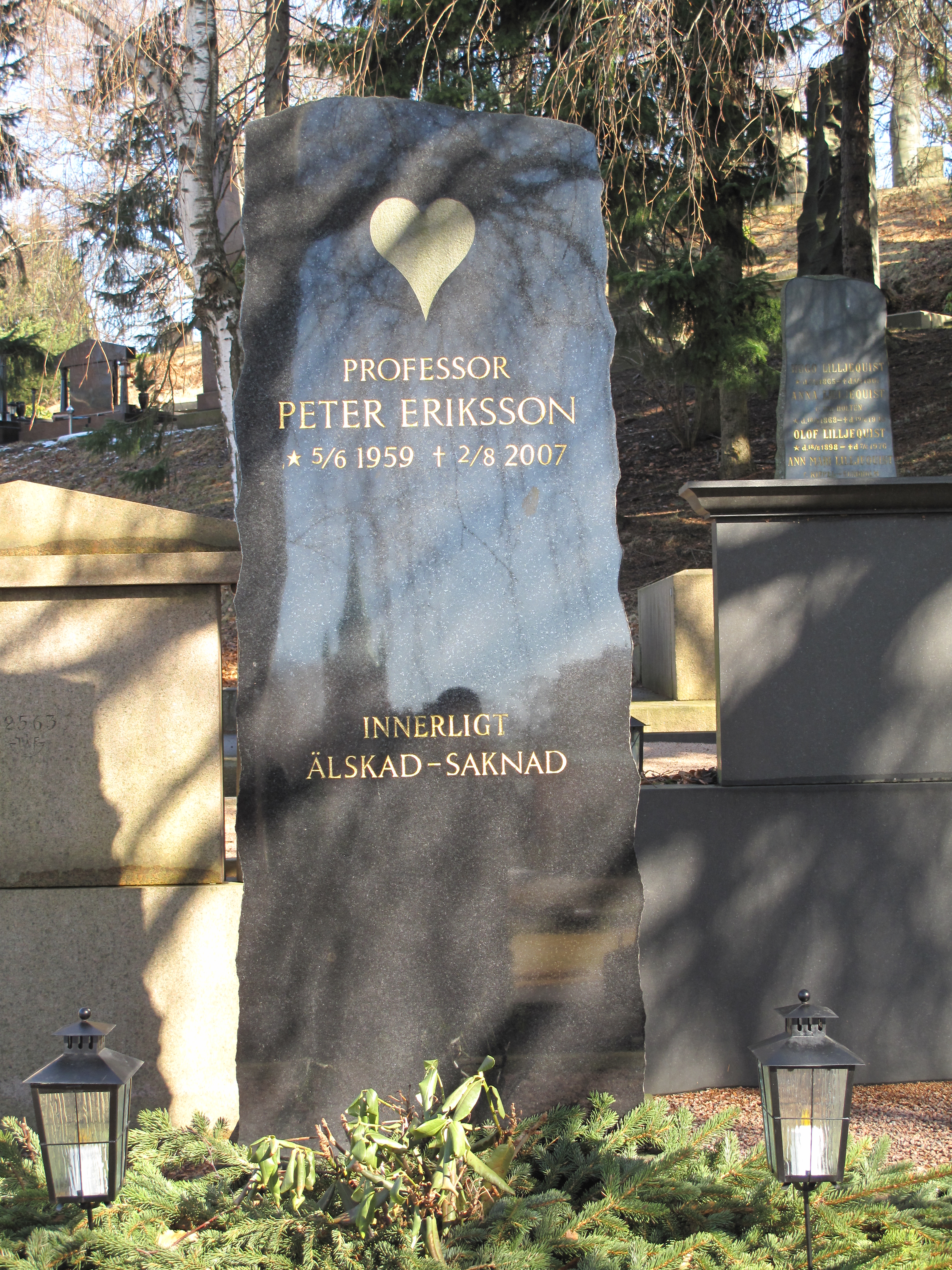
Peter Erikssons grav på Östra kyrkogården i Göteborg.

Peter Eriksson, född 5 juni 1959, död i sömnen 2 augusti 2007 i Grekland, var en svensk hjärnforskare och professor vid Sahlgrenska akademin.
Peter Eriksson var en ledande forskare inom stamcellsbiologin, med flera uppmärksammade vetenskapliga publikationer. Peter Erikssons forskning fokuserade på nybildning av nervceller i den vuxna hjärnan, neurogenes, vilket anses vara betydelsefullt för att på sikt kunna bota nervsystemets sjukdomar såsom Alzheimers sjukdom. Som första forskare i världen kunde han 1998 visa att människan fortlöpande bildar nya nervceller i hjärnan (specifikt i hippocampus) även vid vuxen ålder.